# Almak (2013)
Almak je francouzská cvičná loď postavená loděnicí Piriou. Nese oficiální označení Bâtiment de Formation Maritime (BFM). Plavidlo provozuje NavOcéan joint venture loděnice Piriou a DCI, společností zabývající se vojenským výcvikem příslušníků zahraničních námořnictev.

## Stavba

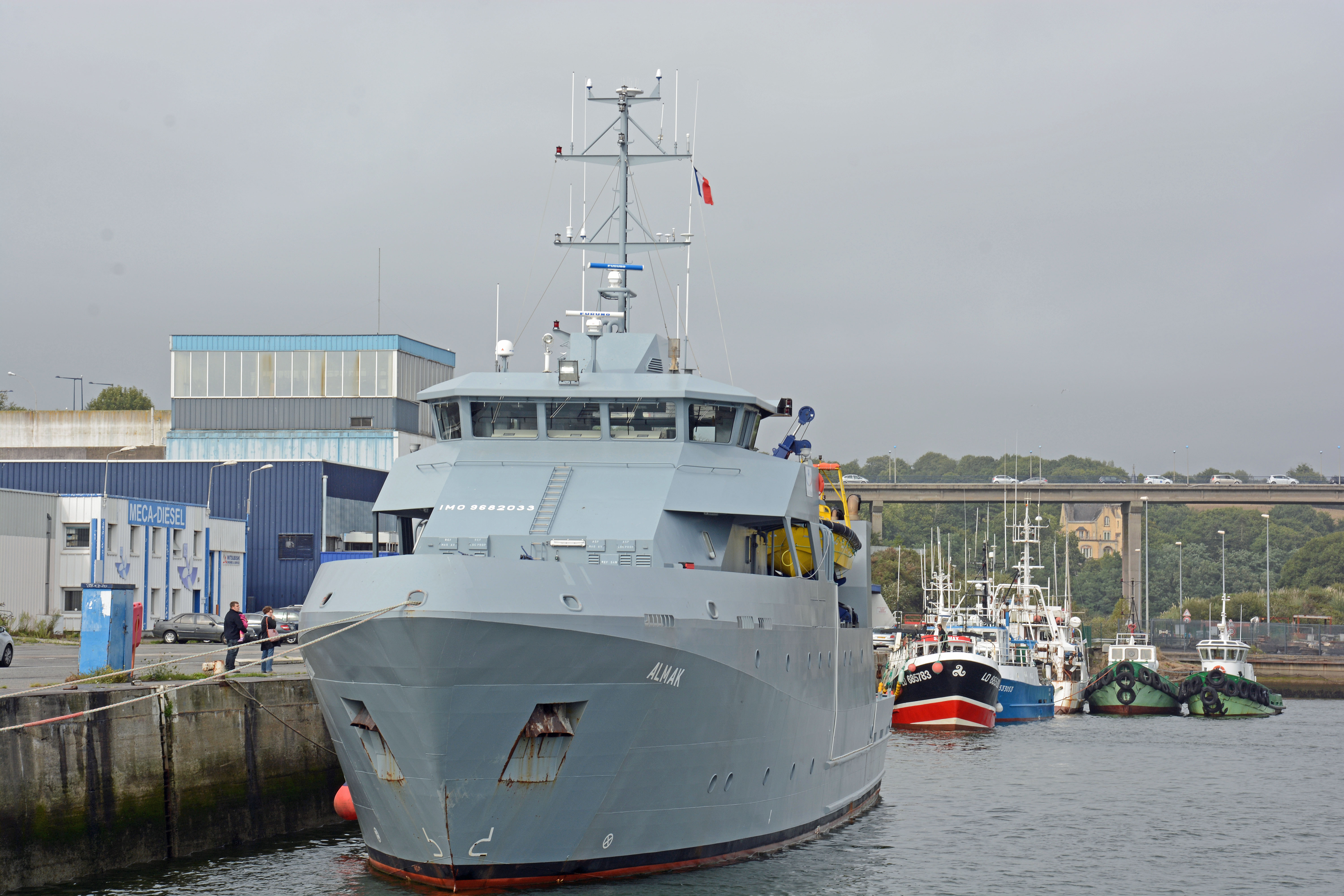
Almak

Plavidlo bylo objednáno v září 2012 u francouzské loděnice Piriou v Concarneau. Stavba byla zahájena v září 2012. Plavidlo bylo na vodu spuštěno 11. července 2013 a uživateli oficiálně předáno 27. září téhož roku.

## Konstrukce

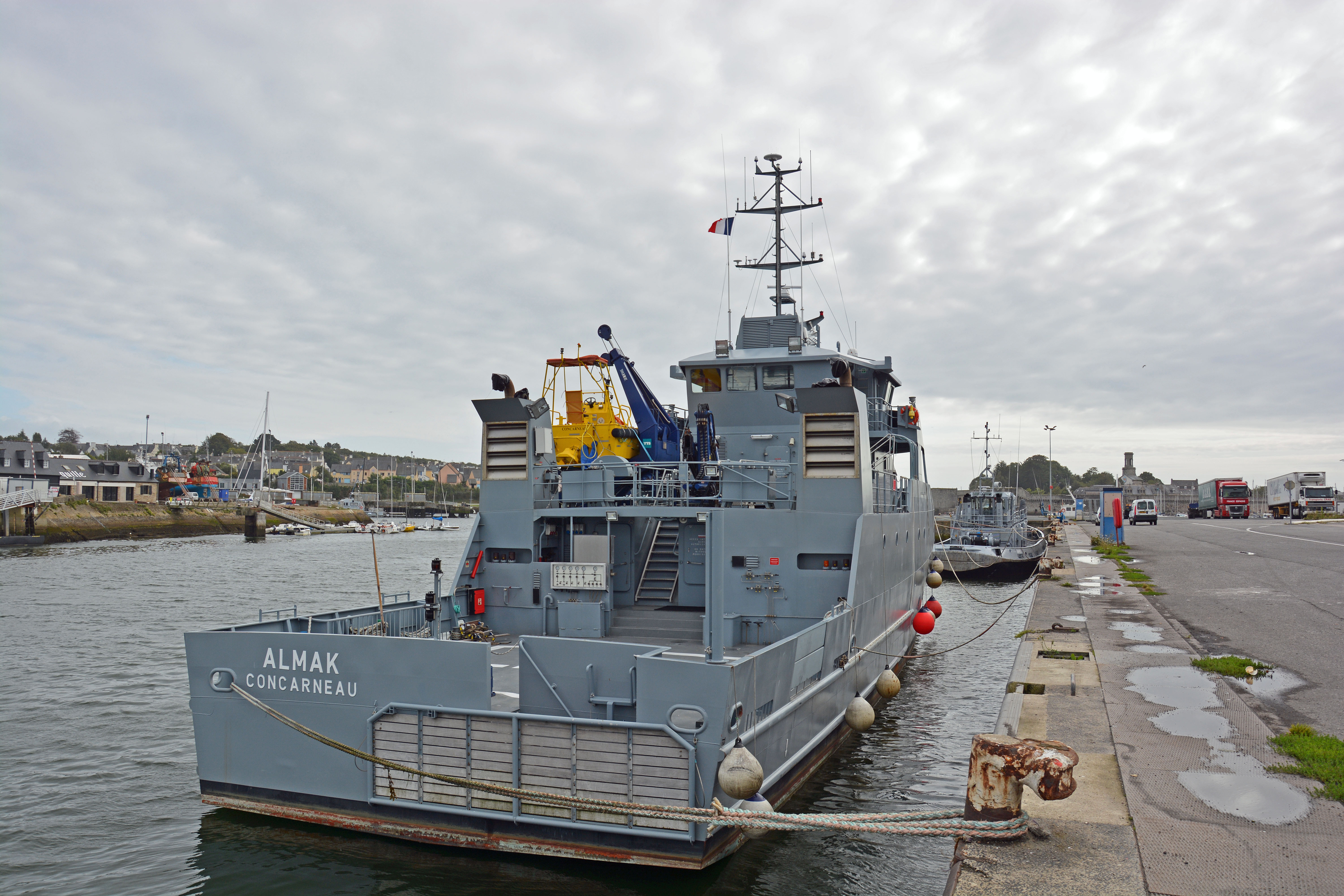
Almak

Konstrukce plavidla vychází z hlídkové lodi typu Piriou P43 a má ocelový trup a hliníkové nástavby. Posádku tvoří 8 námořníků, jeden pasažér a 16 kadetů a instruktorů. Malý ponor usnadní výcvik navigace v pobřežních vodách. Plavidlo unese 30 tun nákladu. K manipulaci s ní slouží jeřáb s nosností 2 tuny. Je vybaveno rychlým záchranným člunem. Pohonný systém tvoří dva diesely Baudouin 12 M26.2, každý o výkonu 900 hp, pohánějící dva lodní šrouby se stavitelnými lopatkami. Manévrovací schopnosti zlepšuje příďové dokormidlovací zařízení o výkonu 220 hp. Nejvyšší rychlost dosahuje 12 uzlů. Autonomie je deset dní.